# Франието л'Абате
Франиѐто л'Аба̀те (на италиански: Fragneto l`Abate; на неаполитански: Frannitiell, Франитиелъ) е село и община в Южна Италия, провинция Беневенто, регион Кампания. Разположено е на 499 m надморска височина. Населението на общината е 1112 души (към 2010 г.).